# Madelaine Leech
Madelaine Leech (* 4. Mai 2003 in Huddersfield) ist eine britische Radsportlerin, die Rennen auf Bahn und Straße bestreitet.

## Sportlicher Werdegang
Im Alter von 13 Jahren begann Maddie Leech mit dem Leistungsradsport, nachdem sie den Olympiasieg des britischen Frauen-Vierers im Fernsehen gesehen hatte. Außer ihr interessierte sich kein Mitglied ihrer Familie für Radsport. Sie trat dem Verein Huddersfield Star Wheelers bei. 2016 bestritt sie ihre ersten Cyclocrossrennen, ab 2017 fuhr sie auch auf der Bahn. So wurde sie Mitglied das Manchester Track Training Clusters von British Cycling. Ab 2018 konzentrierte sie sich auf Bahnrennen und gewann erste Rennen für Mädchen U14 und U16.
2021 wurde Leech gemeinsam mit Zoe Bäckstedt, Millie Couzens und Grace Lister in Apeldoorn Junioren-Europameisterin in der Mannschaftsverfolgung, im Punktefahren errang sie Silber. Im selben Jahr belegte sie mit Megan Barker, Ella Barnwell, Eluned King und Sophie Lewis bei den Bahneuropameisterschaften der Elite Rang vier. Bei den Straßenradsport-Weltmeisterschaften 2021 wurde sie Fünfte im Einzelzeitfahren der Juniorinnen, im Straßenrennen 16, und bei der Watersley Ladies Challenge belegte sie Rang sieben.
Für 2022 erhielt Madelaine Leech einen Vertrag beim Team Cams-Basso. Bei den Commonwealth Games errang sie mit Laura Kenny, Josie Knight und Sophie Lewis für England in der Mannschaftsverfolgung die Bronzemedaille. 2023 wurde sie britische U23-Meisterin im Einzelzeitfahren.

## Erfolge

### Bahn
2021
- Junioren-Europameisterin – Mannschaftsverfolgung (mit Zoe Bäckstedt, Millie Couzens und Grace Lister)
- Junioren-Europameisterschaft – Punktefahren

2022
- Commonwealth Games – Mannschaftsverfolgung (mit Laura Kenny, Josie Knight und Sophie Lewis)

2023
- U23-Europameisterin – Zweier-Mannschaftsfahren (mit Sophie Lewis), Mannschaftsverfolgung (mit Sophie Lewis, Grace Lister und Kate Richardson)
- Britische Meisterin –  Mannschaftsverfolgung (mit Ella Barnwell, Jessica Roberts und Grace Lister)

2024
- U23-Europameisterin – Mannschaftsverfolgung (mit Sophie Lewis, Grace Lister und Isabel Sharp)
- U23-Europameisterschaften – Madison (mit Grace Lister)
- U23-Europameisterschaften – Punktefahren
- Britische Meisterin – Mannschaftsverfolgung (mit Grace Lister, Kate Richardson und Isabel Sharp)

2025
- Europameisterschaften – Omnium
- Europameisterschaften – Mannschaftsverfolgung (mit Sophie Lewis, Grace Lister, Anna Morris und Neah Evans)
- U23-Europameisterin – Mannschaftsverfolgung (mit Carys Lloyd, Isabel Sharp und Grace Lister)
- U23-Europameisterschaft –  Omnium

### Straße
2023
- Britische U23-Meisterin – Einzelzeitfahren